# Parc naturel de Sorteny
Le parc naturel de Sorteny (en catalan : Parc natural de la vall de Sorteny) est un espace naturel protégé situé en Andorre. Il occupe une superficie de 1 080 ha au sein de la paroisse d'Ordino, au nord-ouest du pays. Abritant deux des plus hauts sommets du pays, le pic de la Serrère et le pic de l'Estanyó, le parc appartient à la haute montagne pyrénéenne. Le riu de Sorteny est ses affluents y constituent des zones humides abritant des espèces végétales et animales rares ce qui a conduit au classement du parc en tant que site Ramsar en 2012. Espace traditionnel d'élevage, le parc naturel de Sorteny possède aujourd'hui une vocation essentiellement touristique. On y trouve des chemins de randonnée, des sentiers d'interprétation de la faune et de la flore, un jardin botanique et deux refuges de montagne.

## Géographie

### Localisation et accès

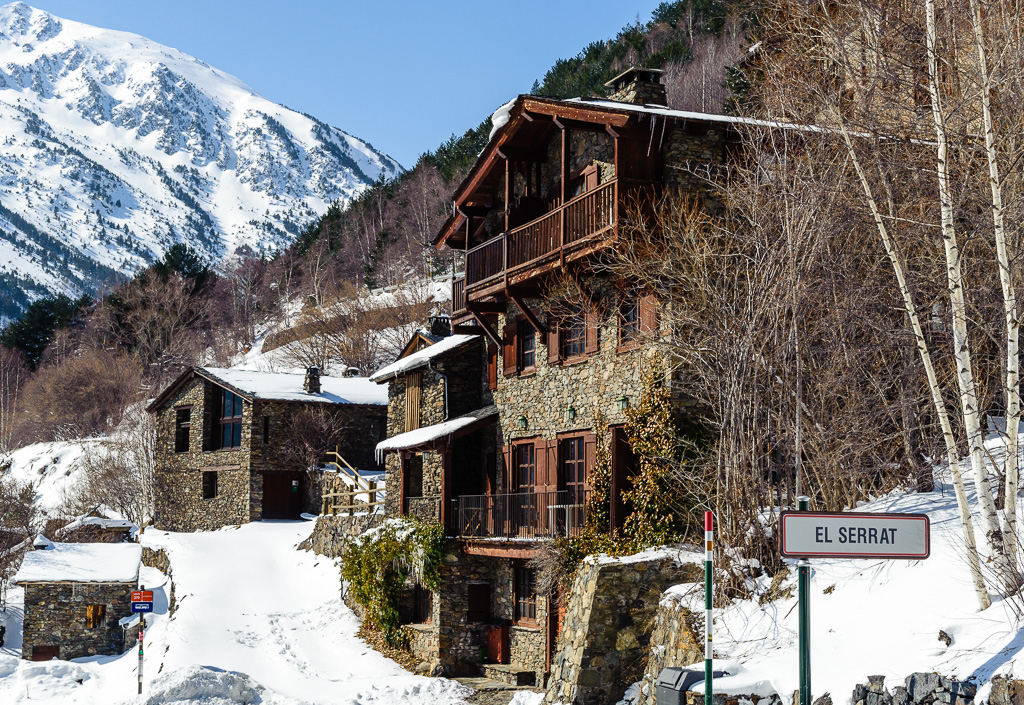
Le village d'El Serrat, zone habitée la plus proche du parc.

Le parc naturel de Sorteny se situe au nord-ouest de l'Andorre dans la paroisse d'Ordino. Le parc s'étend sur 1 080 ha,, soit 5 km d'ouest en est et 3,8 km du nord au sud. La frontière orientale du parc suit le tracé de la séparation entre la paroisse d'Ordino et la paroisse voisine de Canillo (vallée de Ransol). La limite du nord du parc de Sorteny est quant à elle conjointe avec la frontière franco-andorrane (département de l'Ariège) au-delà de laquelle se trouve en partie le parc naturel régional des Pyrénées ariégeoises.
La route du parc naturel de Sorteny débute au village d'El Serrat et constitue un embranchement de la route qui unit Ordino à Arcalís. La durée de trajet en voiture pour atteindre le parc est d'environ 15 minutes depuis El Serrat. Un parking se trouve à l'entrée du parc naturel. Le parc de Sorteny n'est pas accessible directement par les transports en commun. Un sentier permet d'atteindre le parc à pied en 45 minutes depuis le village d'El Serrat.

### Hydrographie

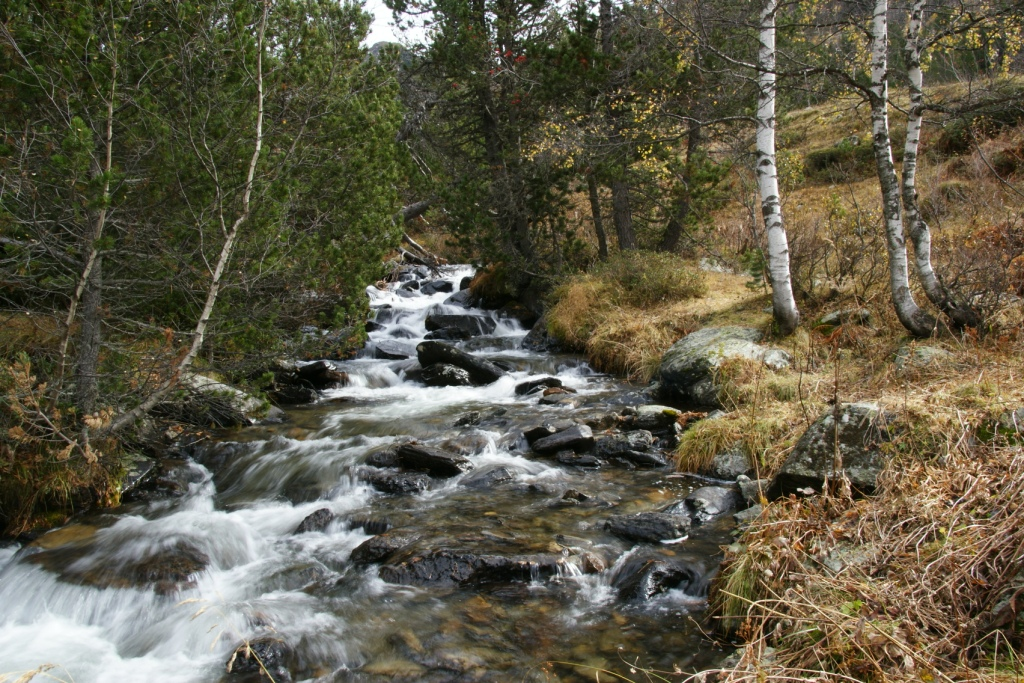
Le riu de Sorteny.

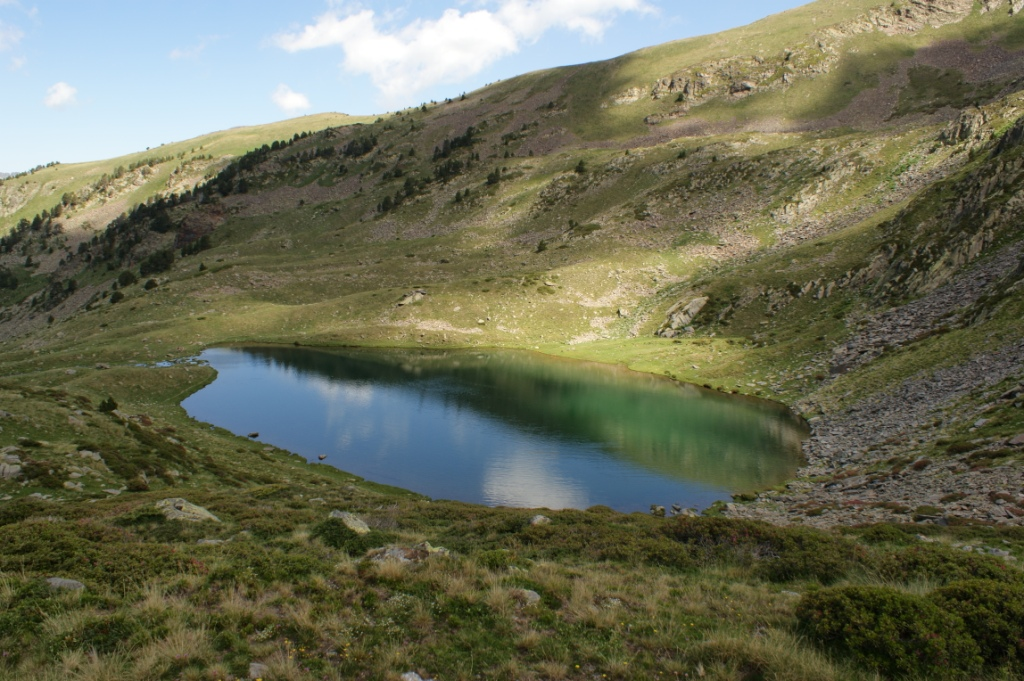
L'estany de l'Estanyó.

L'ensemble de la vallée correspond au bassin hydrographique du riu de Sorteny dont les eaux y constituent de nombreuses zones humides (22 hectares). Le riu de Sorteny naît du confluent du riu de la Cebollera et du riu de la Serrera, à une altitude de 2 082 m. Il convient de noter que le riu de la Serrera naît à une altitude de 2 680 m, ce qui en fait la plus haute source du pays. Le riu de Sorteny reçoit par sa rive gauche les eaux du riu de l'Estanyó qui proviennent elles-mêmes de l'Estany de l'Estanyó (principale étendue d'eau du parc naturel). Ce confluent se trouve à proximité du refuge Borda de Sorteny.

### Orographie

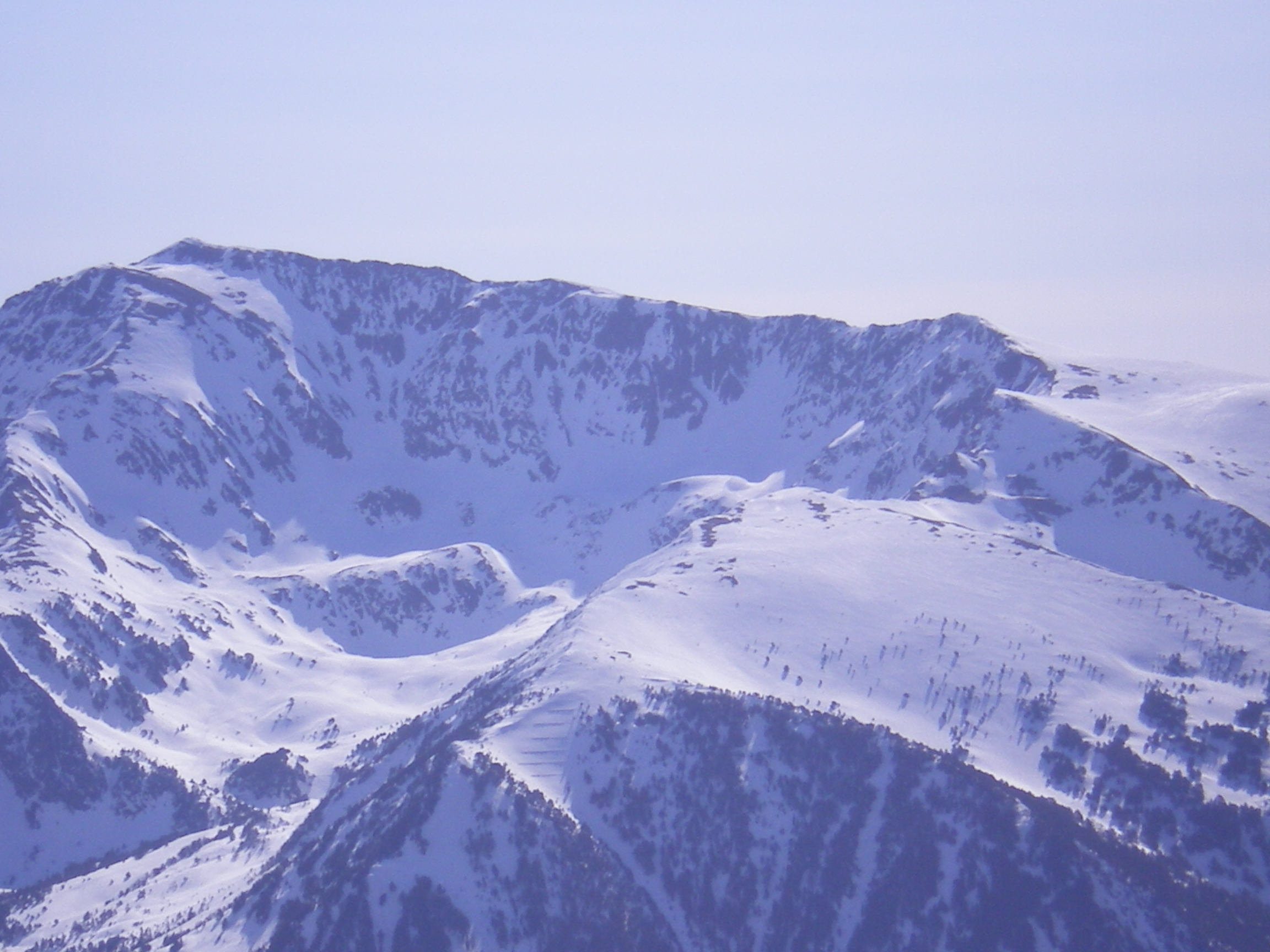
Le pic de l'Estanyó.

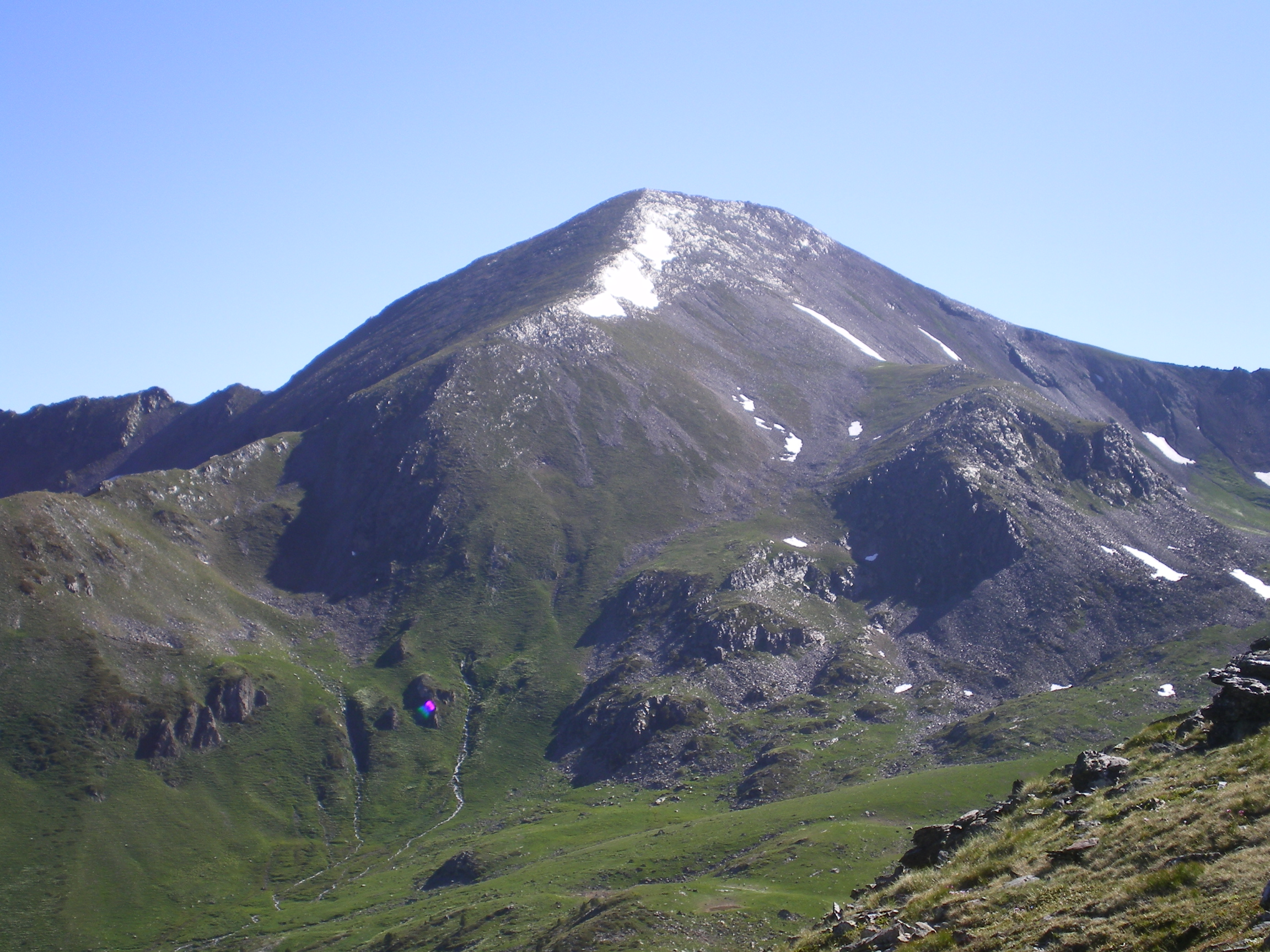
Le pic de la Serrère.

Le parc naturel de Sorteny appartient à la haute montagne pyrénéenne, son altitude oscillant entre 1 660 m et 2 915 m. Le pic de l'Estanyó (2 915 m) et le pic de la Serrère (2 912 m), tous deux situés sur la frontière orientale du parc, comptent parmi les plus hauts sommets andorrans. Leur altitude élevée offre aux randonneurs un excellent point de vue sur toute la principauté depuis leur sommet. Entre ces deux sommets pointe le pic de la Cabaneta (2 864 m). La frontière nord du parc présente des sommets moins élevés comme le pic du Sal (2 743 m).

### Géologie
Le parc naturel de Sorteny est situé dans la zone axiale des Pyrénées. Les roches y sont d'origine sédimentaire, datées du cambrien et de l'ordovicien. Le modelage du relief est essentiellement le fait des glaciations du quaternaire avec constitution de quatre cirques et de cuvettes d'érosion. Le site comporte également
du minerai de fer dont l'exploitation a été entreprise du XVIIe siècle au XIXe siècle,, principalement au niveau de la zone de la Serrère (Clots dels Meners).

### Climat
Une station météorologique gérée par le Centre d'Estudis de la Neu i de la Muntanya d'Andorra (CENMA) est installée dans le parc.
Le climat de la zone de Sorteny est de type montagnard avec une température moyenne annuelle de 5 °C. Les précipitations annuelles sont d'environ 1 000 mm,, une partie de celles-ci étant sous forme de neige pendant la saison hivernale. Elles sont réparties de façon relativement équilibrées entre les saisons avec toutefois une discrète prédominance estivale et automnale.

## Histoire

### Toponymie
Batlle a proposé à Sorteny (prononcé sor’teɲ) une origine bascoïde à partir de lorte (« avalanche ») soutenue en partie par les caractéristiques géologiques du site et notamment ses éboulis de moraines glaciaires,. La construction de toponymes à partir de cette racine serait d'ailleurs fréquente en Andorre, retrouvée par exemple dans Llorts. Anglada avance quant à lui une autre hypothèse, bascoïde également, à partir de sorgin (« sorcière »). Enfin Joan Coromines propose d'autres options sur une base bascoïde : surten/zorten (« brindille ») qu'il juge plus probable que zorta (« goutte »),.

### Utilisation traditionnelle

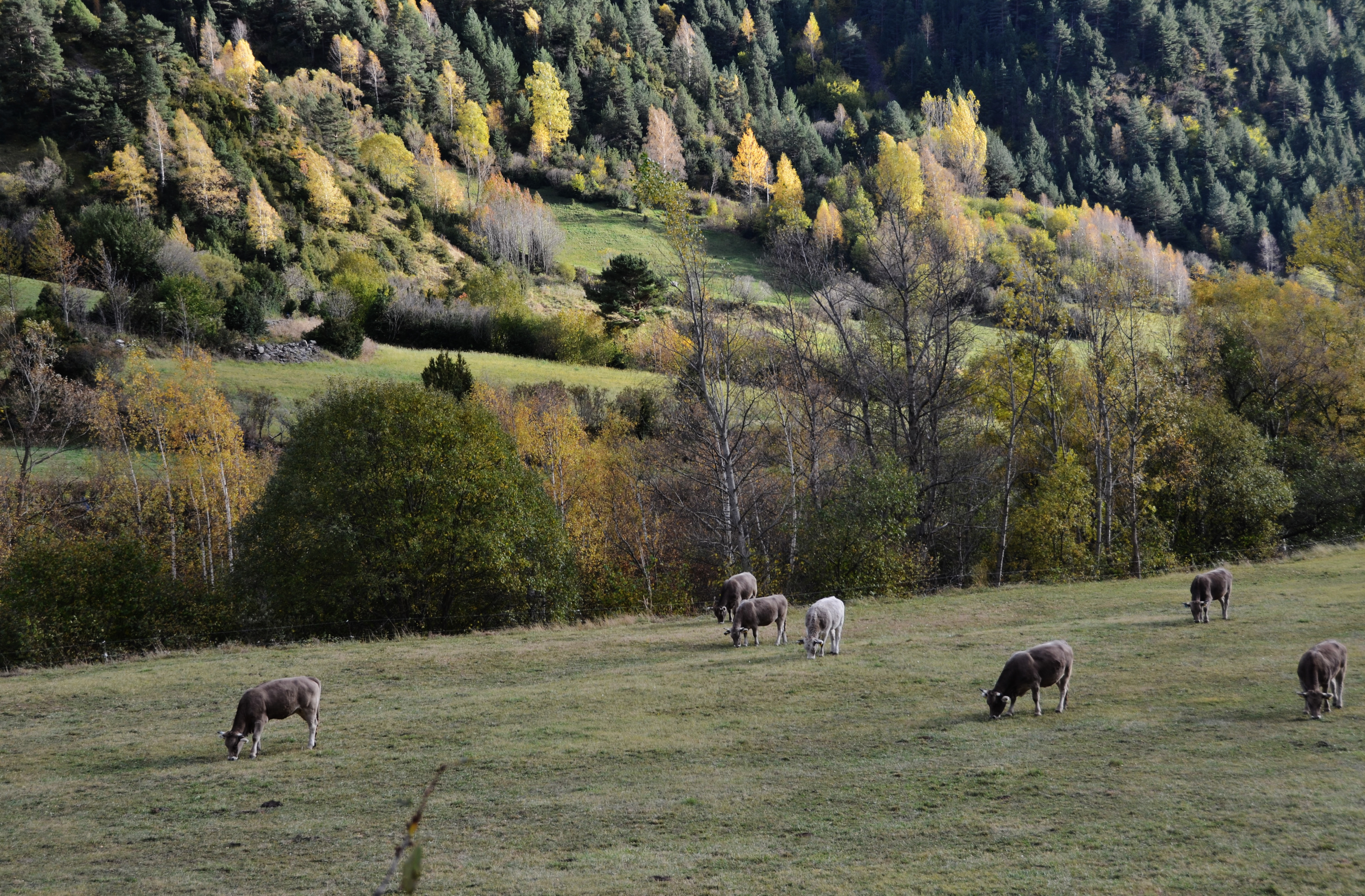
L'élevage est une activité traditionnelle toujours pratiquée dans le parc.

Le site du parc de Sorteny était utilisé traditionnellement pour l'élevage, ce qui explique la présence de constructions en pierre sèche : enclos, cabanes et orris. D'autres activités y ont également été pratiquées : chasse, pêche, exploitation forestière et exploitation des mines de fer. L'exploitation des mines de fer a eu lieu du XVIIe siècle au XIXe siècle,, principalement au niveau de la zone de la Serrère (Clots dels Meners).
Aujourd'hui le parc est essentiellement un espace destiné au tourisme et aux activités de plein air. Entre 50 et 200 personnes visitent quotidiennement le parc pendant la saison estivale.

### Parc naturel

Carte des espaces naturels protégés d'Andorre

Du fait de son intérêt d’un point de vue aussi bien scientifique et éducatif que paysager et récréatif, le site a été transformé en parc naturel le 23 juin 1999,. Le but était de protéger la singularité et l'intégrité des valeurs naturelles du site, ainsi que de maintenir la structure fonctionnelle des écosystèmes, pour pouvoir promouvoir la recherche scientifique et l'éducation de l'environnement. Il est également une réserve de chasse depuis 2010.
Le 23 juillet 2012, le parc naturel a été reconnu comme site Ramsar. Il s'agit de l'un des trois sites Ramsar du pays, aux côtés de la vallée du Madriu-Perafita-Claror et du parc naturel des vallées du Coma Pedrosa.
Un timbre postal andorran comportant une illustration du parc naturel de Sorteny a été émis en 2006.

### Coordination transfrontalière
Le 24 août 2018 a été acté à La Massana un protocole de coopération permanent de quatre parcs naturels existants qui devient le Parc pyrénéen des trois nations. Il s'agit du parc naturel de l'Alt Pirineu en Catalogne (Espagne), du parc naturel régional des Pyrénées ariégeoises en Ariège (France) et de deux parcs naturels communaux de l'Andorre, à savoir le parc naturel des vallées du Coma Pedrosa et le parc naturel de la vallée de Sorteny.

## Faune et flore

### Faune
Amphibiens
- crapaud commun (Bufo bufo)[3]

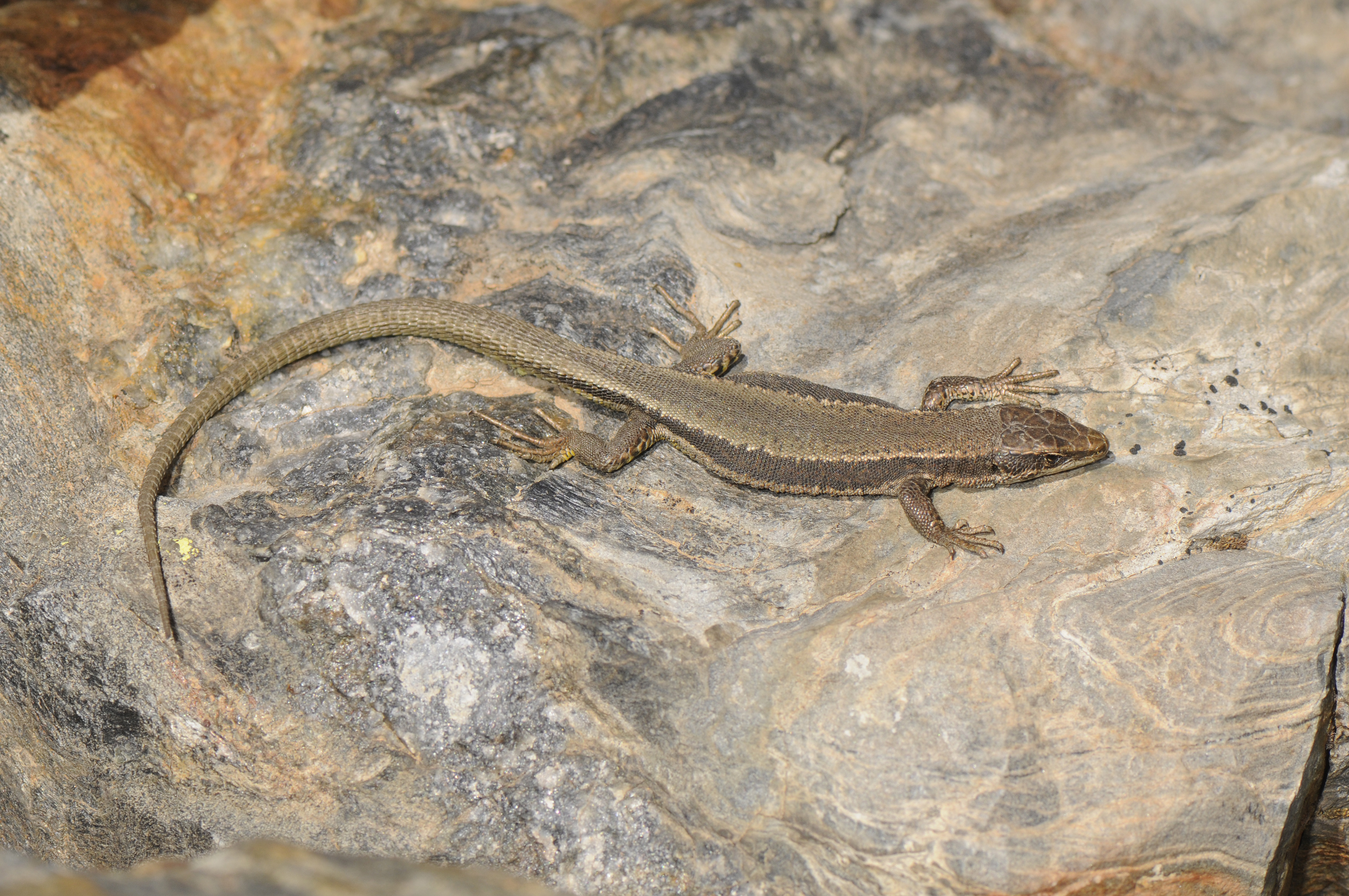
Le lézard pyrénéen d'Aurelio, espèce quasi-endémique du parc.

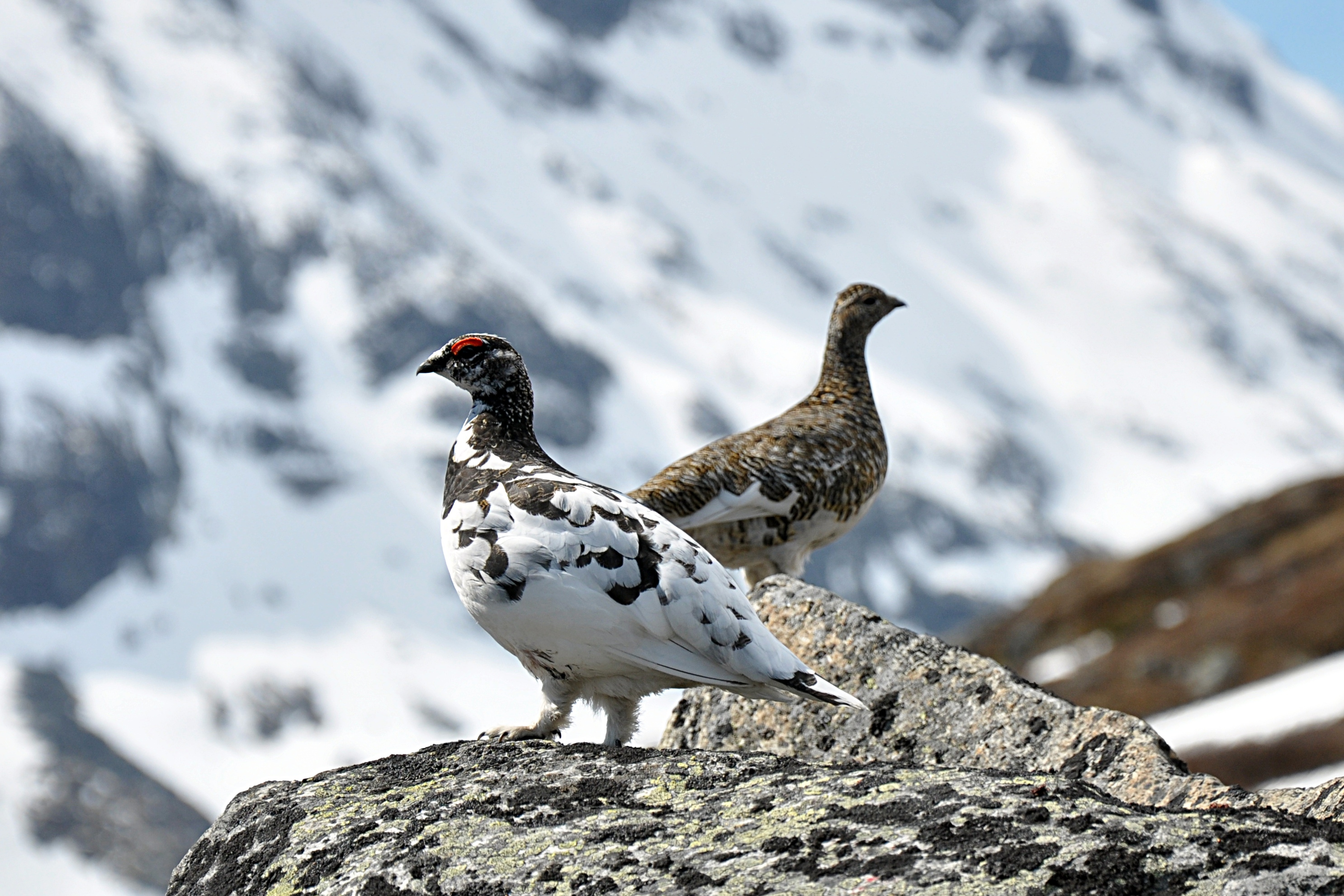
Lagopède alpin.

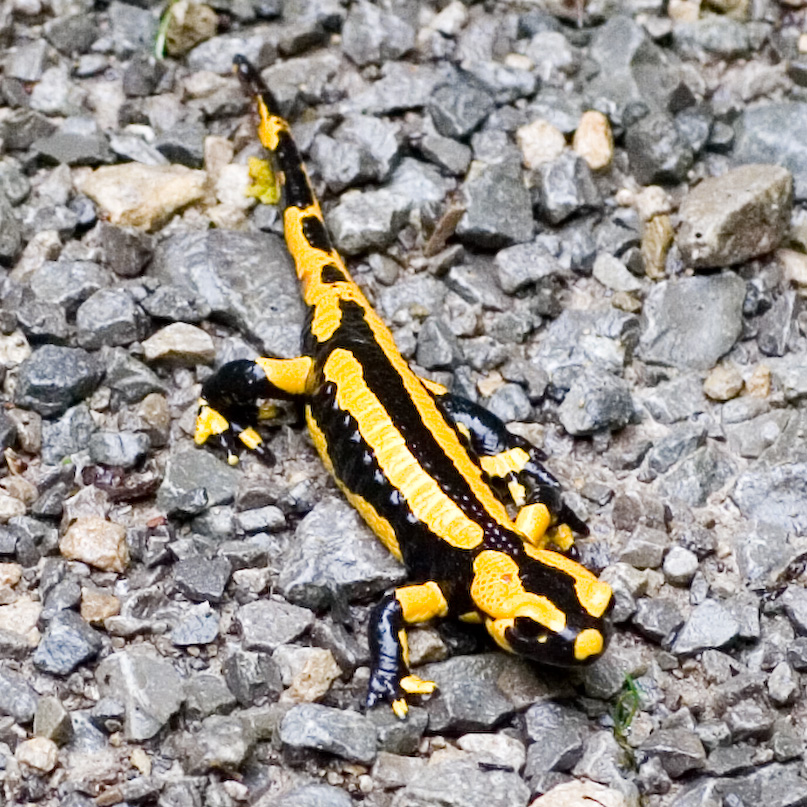
Salamandre tachetée.

- euprocte des Pyrénées (Euproctus asper)[3] : espèce endémique des Pyrénées
- grenouille rousse (Rana temporaria)[3]
- salamandre tachetée (Salamandra salamandra)[3]

Insectes
- Le parc naturel abrite près de 90 espèces de papillons diurnes[1], parmi lesquelles l'Apollon (Parnassius apollo)[3] ainsi que des espèces du genre Erebia[3].

Mammifères
- chevreuil (Capreolus capreolus)[2]
- desman des Pyrénées (Galemys pyrenaicus)[3] : espèce endémique des Pyrénées
- isard (Rupicapra pyrenaica)[2]
- hermine (Mustela erminea)[1]
- marmotte (Marmota)[1]
- sanglier (Sus scrofa)[2]

Oiseaux
- aigle royal (Aquila chrysaetos)[1]
- bec-croisé des sapins (Loxia curvirostra)[1]
- circaète Jean-le-Blanc (Circaetus gallicus)[1]
- grand Tétras (Tetrao urogallus)[1]
- gypaète barbu (Gypaetus barbatus)[1]
- lagopède alpin (Lagopus muta)[1]
- monticole merle-de-roche (Monticola saxatilis)[1]
- perdrix grise (Perdix perdix)[1]
- vautour[1]

Poissons
- truite fario (Salmo trutta)[3]
- truite arc-en-ciel (Oncorhynchus mykiss)[3]

Reptiles
- lézard des murailles (Podarcis muralis)[3]
- lézard pyrénéen d'Aurelio (Iberolacerta aurelioi)[3] : espèce endémique des Pyrénées (et quasi-endémique du parc naturel de Sorteny).
- lézard vert occidental (Lacerta bilineata)[3]
- lézard vivipare (Zootoca vivipara)[3]
- orvet commun (Anguis fragilis)[3]
- vipère aspic (Vipera aspis)[3]

### Flore

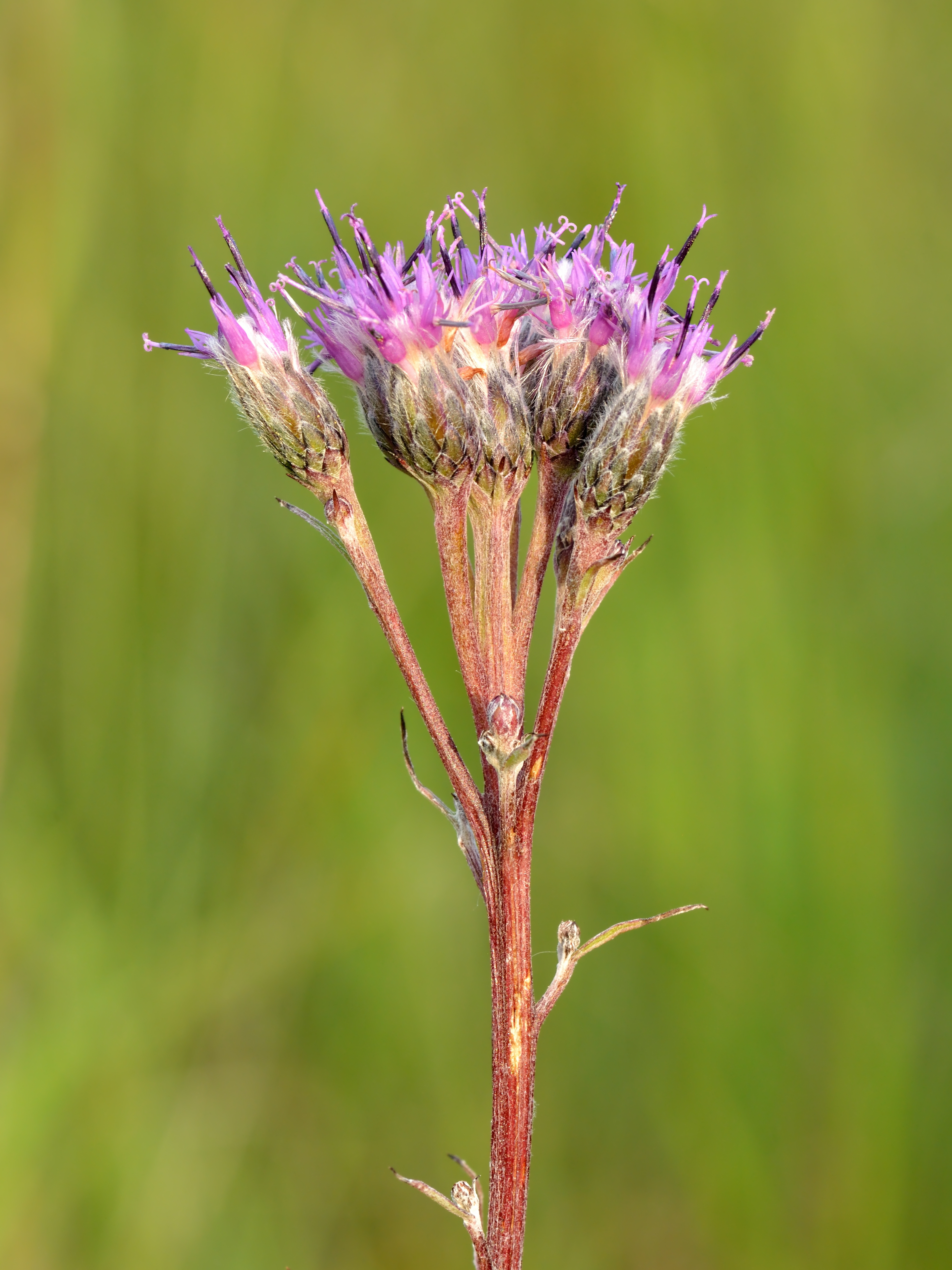
Saussurée des Alpes.

Le parc naturel de Sorteny constitue une réserve botanique de grande valeur, présentant plus de 750 espèces de plantes et flore de haute montagne pyrénéenne, dont 60 sont uniques dans les Pyrénées,.
Le parc naturel comprend 22 hectares de zones humides abritant les espèces suivantes :
- droséra à feuilles rondes (Drosera rotundifolia)[3]
- saule à deux couleurs (Salix bicolor)[3]
- saule des Lapons (Salix lapponum)[3]
- saussurée des Alpes (Saussurea alpina)[3]
- sphaigne (Sphagnum)[3]

Le parc abrite également un jardin botanique, où poussent 300 variétés différentes de plantes aux propriétés médicinales ou cosmétiques classées par habitat.

## Randonnée
L'activité de randonnée a principalement lieu durant la saison estivale mais il est également possible de se déplacer dans le parc en raquettes l'hiver. Deux grands sentiers de randonnée - le GRP et la Haute randonnée pyrénéenne (HRP) - traversent le parc naturel de Sorteny. Le refuge Borda de Sorteny, gardé et d'une capacité d'accueil de 50 personnes, est situé dans le parc à une altitude de 1 965 m,. Il est accessible par une marche de 30 minutes depuis le parking à l'entrée du parc. La cabane de la Serrera est un refuge non gardé d'une capacité de  2 personnes situé le long du riu de la Serrera à une demi-heure de marche du refuge Borda de Sorteny. Il est possible de randonner depuis cette dernière en direction du pic de la Serrera (2 912 m) mais également de passer la Collada dels Meners afin de rejoindre la vallée de Ransol. 

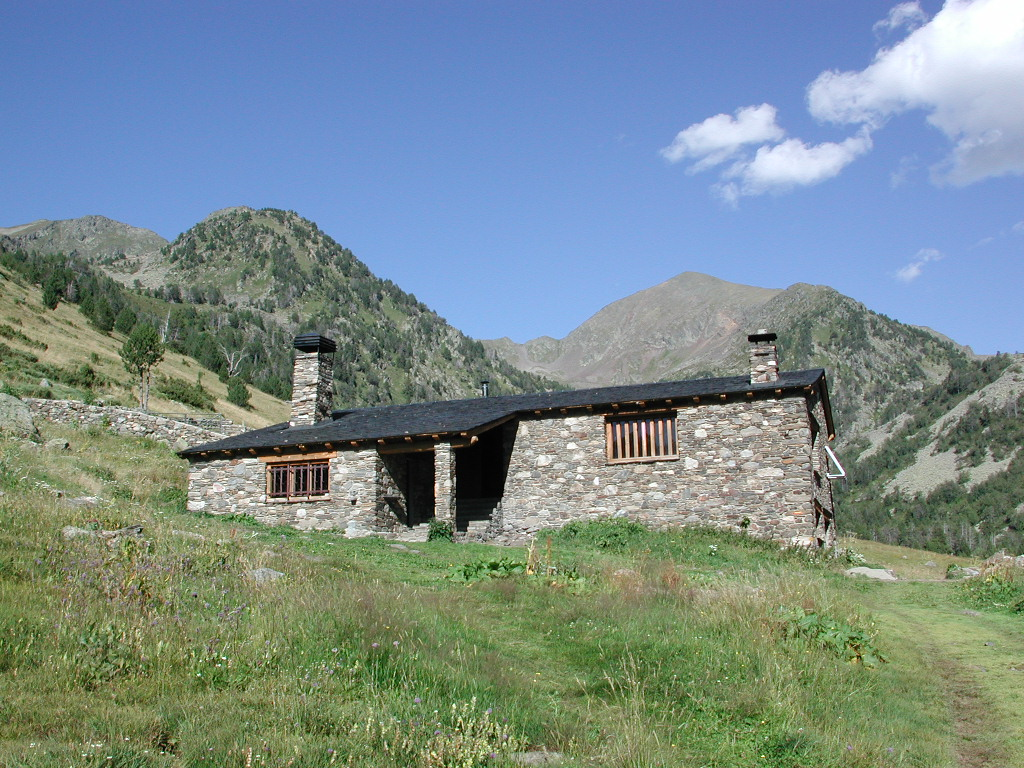
Le refuge Borda de Sorteny, destiné aux randonneurs.
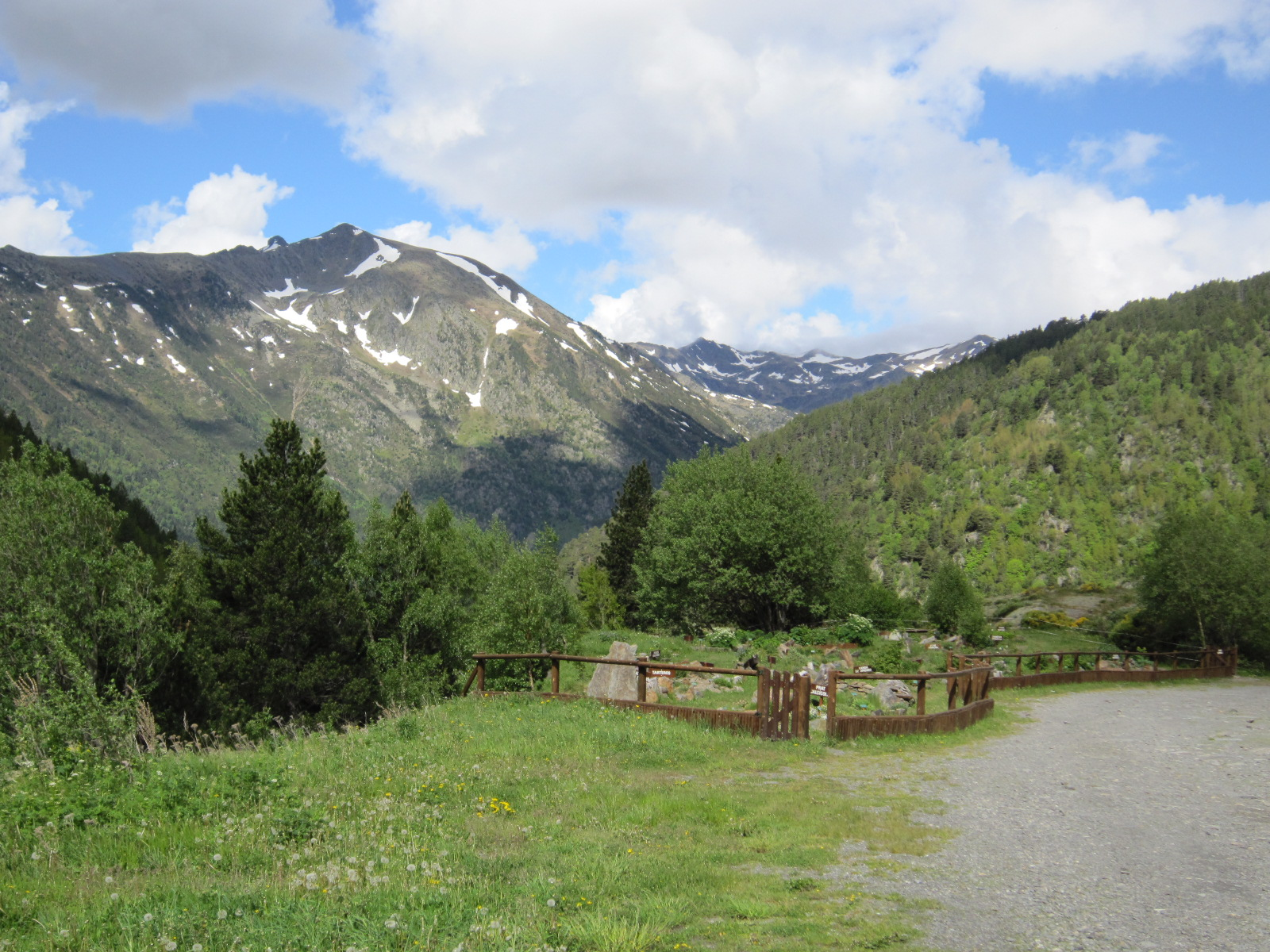
L'emplacement du jardin botanique.
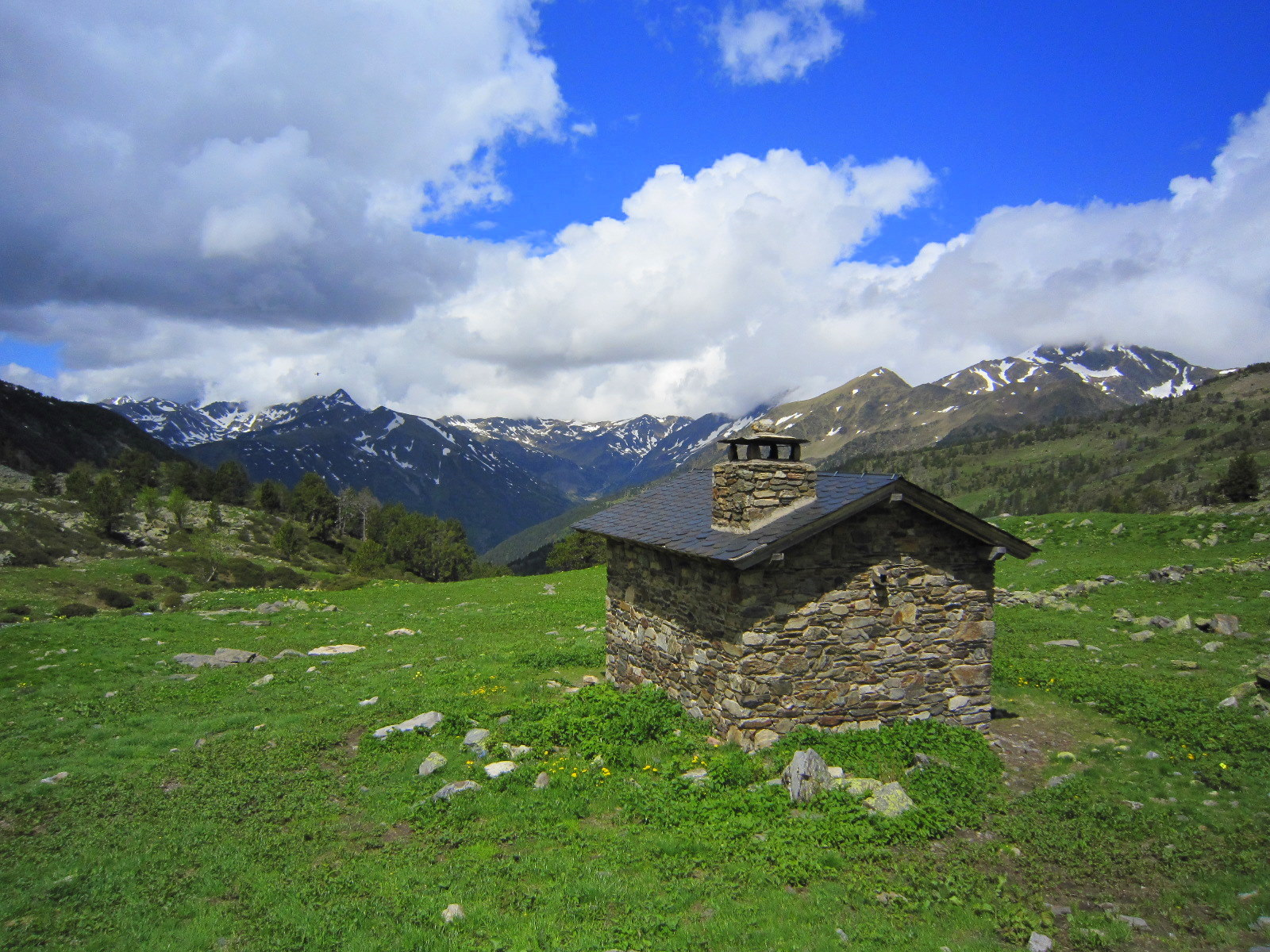
La cabane de la Serrera.